# Герасим Михайлов
Герасим Михайлов Карамихов Тюфекчиев е български комунист, деец на Българска комунистическа партия.

## Биография
Герасим Михайлов е роден в 1878 година в големия български град Дойран, тогава в Османската империя, в семейството на тюфекчия. Баща му Михаил Карамихов-Тюфекчиев е деец на Вътрешната македоно-одринска революционна организация, брат му Георги е убит от османските власти, а сестра му Недялка е убита от местни гъркомани.
Михайлов завършва Солунската българска мъжка гимназия. В Солун, под влияние на учителите си в гимназията, влиза в местния профсъюз, а по-късно и в социалдемократическа организация и се занимава с профсъюзна дейност. След Балканската война се установява в освободения Дедеагач, където основава първата социалдемократическа група в града. След Първата световна война започва да живее в Бургас.
Михайлов се самоубива в сградата на Обществена безопасност, след ареста му след атентата в софийската катедрала „Света Неделя“ от 16 април 1925 година.